# Internationale Rheinland-Pfalz-Rundfahrt 1968
Die Internationale Rheinland-Pfalz-Rundfahrt 1968 war ein Etappenrennen im Straßenradsport über zehn Etappen durch das Bundesland Rheinland-Pfalz. Die Rheinland-Pfalz-Rundfahrt fand vom 1. bis 10. Juli mit Start und Ziel in Kusel statt.
Es war die 3. Austragung der Internationalen Rheinland-Pfalz-Rundfahrt. Die Internationale Rheinland-Pfalz-Rundfahrt 1968 war Bestandteil des internationalen Kalenders für Amateurrennen 1968 der Union Cycliste Internationale (UCI) und zählte zum Weltcup der Etappenrennen.

## Teilnehmer
Gemeldet waren Radrennfahrer aus zehn Nationen. Nationalmannschaften aus Großbritannien, der Schweiz, Österreich, Jugoslawien, Dänemark, Spanien, den USA, Norwegen, Belgien und der Bundesrepublik Deutschland standen auf der Startliste. Dazu kamen die Landesverbandsteams (LV) des Bundes Deutscher Radfahrer (BDR) aus Nordrhein-Westfalen, Berlin, Bayern, Niedersachsen, Schleswig-Holstein und eine gemischte Mannschaft mit Fahrern aus Hamburg, Bremen und Berlin.

## Strecke
Die Rundfahrt führte über 1.226 Kilometer von Kusel über Landau, Bad Marienberg und weitere Orte zurück nach Kusel.

## Rennverlauf
Dieter Leitner gewann die 1. Etappe aus einer Gruppe von 15 Fahrern. Auf der 2. Etappe fiel Leitner weit zurück. Dieter Koslar gewann die Etappe und wurde neuer Spitzenreiter. Auf der 3. Etappe, die Cees Koeken aus einer kleinen Gruppe heraus gewann, hielt Koslar seinen Rückstand in Grenzen und blieb in Führung. Auf der 4. Etappe verlor er das Führungstrikot nach zwei Reifenschäden und Ortwin Czarnowski, der Etappenzweiter hinter Harry Jansen wurde, übernahm die Führung in der Gesamtwertung. Erwin Derlick, der in der Gesamtwertung bereits weit zurücklag, gewann die 5. Etappe als Solist. Im Klassement änderte sich nichts. Auch die 6. Etappe, die Ludwig Kretz mit geringem Vorsprung gewann, brachte keine Änderungen. Das Mannschaftszeitfahren auf dem 2. Etappenteil wurde nicht für die Einzelwertung angerechnet. Auf der 7. Etappe griffen die Fahrer der niederländischen Nationalmannschaft abwechselnd an. Burkhard Ebert gewann die Etappe und Czarnowski kam mit den Niederländern in einer Gruppe ins Ziel. Die 8. Etappe wurde von Michael Becker in Sprint einer großen Gruppe gewonnen. 18 Fahrer kamen auf der 9. Etappe als Spitzengruppe ins Ziel, darunter alle Klassementfahrer. Burkhard Ebert gewann das Finale. Auch die zehnte und letzte Etappe brachte beim Sieg von Dieter Leitner keine großen Veränderungen mehr. Czarnowski gewann die Rundfahrt ohne eigenen Etappenerfolg.

## Etappenübersicht
| Etappe    | Start – Ziel                           | Länge (km) | Sieger         | Mannschaft  | Zeit (h) |
| --------- | -------------------------------------- | ---------- | -------------- | ----------- | -------- |
| 1         | Kusel–Landau                           | 134        | Dieter Leitner | Deutschland | 3:31:55  |
| 2         | Landau–Zweibrücken                     | 132,5      | Dieter Koslar  | LV NRW      | 3:18:58  |
| 3         | Zweibrücken–Hoppstädten                | 69         | Cees Koeken    | Niederlande | 1:52:10  |
| 4         | Hoppstädten–Wittlich                   | 135        | Harrie Jansen  | Niederlande | 3:35:25  |
| 5         | Wittlich–Bad Neuenahr                  | 135,5      | Erwin Derlick  | Deutschland | 3:34:45  |
| 6, Teil 1 | Bad Neuenahr–Bad Marienberg            | 108,5      | Ludwig Kretz   | Österreich  | 2:09:05  |
| 6, Teil 2 | Bad Marienberg (Mannschaftszeitfahren) | 30         | Deutschland    |             | 44:05    |
| 7         | Bad Marienberg–Simmern                 | 120        | Burkhard Ebert | LV Berlin   | 3:12:25  |
| 8         | Simmern–Nierstein                      | 115,5      | Michael Becker | LV Berlin   | 3:11:55  |
| 9         | Nierstein–Kaiserslautern               | 144,5      | Burkhard Ebert | LV Berlin   | 3:25:37  |
| 10        | Kaiserslautern–Kusel                   | 131,5      | Dieter Leitner | Deutschland | 3:32:53  |

## Einzelwertung
|     | Fahrer            | Mannschaft  | Zeit (h)    |
| 01. | Ortwin Czarnowski | LV Berlin   | 31:45:01 h  |
| 02. | Harrie Jansen     | Niederlande | + 0:40 min. |
| 03. | Gottfried Mayer   | LV Bayern   | + 1:01 min. |
| 04. | Svend Erik Bjerg  | Dänemark    | + 1:16 min. |
| 05. | Roman Humenberger | Österreich  | + 3:57 min. |
| 06. | Tore Milsett      | Norwegen    | + 5:57 min  |
| 0 … |                   |             |             |

## Mannschaftswertung
| Platz | Mannschaft  |
| 01.   | Niederlande |
| 02.   | LV Berlin   |
| 03.   | Deutschland |